# Juan Toscano-Anderson
Juan Ronel Toscano–Anderson, né le 10 avril 1993 à Oakland en Californie, est un joueur mexicano-américain de basket-ball évoluant au poste d'ailier.

## Biographie

### Carrière universitaire
Entre 2011 et 2015, il joue pour les Golden Eagles de Marquette à l'université Marquette.

### Carrière professionnelle

#### Soles de Mexicali (2015-2016)
Le 25 juin 2015, il n'est pas sélectionné lors de la draft 2015 de la NBA.
Le 2 septembre 2015, il part au Mexique jouer pour les Soles de Mexicali dans la Liga Nacional de Baloncesto Profesional (LNBP).

#### Bucaneros de La Guaira (2016)
Durant l'été 2016, il joue pour les Bucaneros de La Guaira au Vénézuéla.

#### Fuerza Regia de Monterrey (2016-2018)
Le 21 septembre 2016, il signe son second contrat professionnel au Mexique chez le Fuerza Regia de Monterrey.

#### Warriors de Santa Cruz (2018-2020)
Le 22 octobre 2018, il fait des essais avec les Warriors de Santa Cruz en G-League.
Le 28 novembre 2018, il est désactivé de l'effectif. Le 4 décembre 2018, il réintègre l'effectif des Warriors.
Le 27 octobre 2019, il retourne chez les Warriors de Santa Cruz pour la saison 2019-2020.

#### Warriors de Golden State (2020-2022)
Le 7 février 2020, il signe jusqu'à la fin de saison avec les Warriors de Golden State,.
Le 22 décembre 2020, il s'engage avec les Warriors de Golden State sous la forme d'un contrat two-way. En mai 2021, son contrat two-way est converti en un contrat standard avec la saison 2021-2022 garantie,.
Le 16 juin 2022, il devient champion NBA avec les Warriors.

#### Lakers de Los Angeles (2022-2023)
Agent libre à l'été 2022, il signe avec les Lakers de Los Angeles.

#### Jazz de l'Utah (2023)
La veille de la fermeture du marché des transferts, il est transféré vers le Jazz de l'Utah dans un échange en triangle incluant les Lakers, les Timberwolves et le Jazz.

#### Capitanes de Mexico (2023)
Le 30 septembre 2023 l'équipe de G-League des Capitanes de Mexico annoncent l'ajout de Juan Toscano-Anderson dans leur roster,. Les Capitanes étant une équipe de G-League, il reste néanmoins agent libre vis-à-vis de la NBA.

#### Kings de Sacramento (décembre 2023-janvier 2024)
En décembre 2023, il signe un contrat d'une saison avec les Kings de Sacramento. Il est coupé en janvier 2024 puis signe dans la foulée un contrat de 10 jours avec les Kings.

## Palmarès

### NBA
- Champion NBA en 2022.
- Champion de la Conférence Ouest en 2022.

## Statistiques

### Universitaires
| Saison    | Équipe    | Matchs | Titul. | Min./m | % Tir | % 3pts | % LF | Rbds/m. | Pass/m. | Int/m. | Ctr/m. | Pts/m. |
| --------- | --------- | ------ | ------ | ------ | ----- | ------ | ---- | ------- | ------- | ------ | ------ | ------ |
| 2011-2012 | Marquette | 24     | 0      | 4,5    | 38,5  | 0,0    | 66,7 | 0,54    | 0,83    | 0,17   | 0,17   | 0,67   |
| 2011-2012 | Marquette | 35     | 31     | 13,0   | 33,0  | 28,6   | 56,7 | 2,86    | 0,86    | 0,63   | 0,34   | 2,66   |
| 2011-2012 | Marquette | 31     | 19     | 13,5   | 37,8  | 19,2   | 73,1 | 3,29    | 1,03    | 1,00   | 0,19   | 3,16   |
| 2011-2012 | Marquette | 31     | 27     | 28,5   | 49,0  | 34,8   | 55,3 | 5,74    | 1,74    | 1,13   | 0,39   | 8,29   |
| Total     |           | 121    | 77     | 15,4   | 42,1  | 28,9   | 59,3 | 3,31    | 0,99    | 0,76   | 0,26   | 3,83   |

### Professionnels

#### Saison régulière NBA
| Champion NBA |

| Saison    | Équipe       | Matchs | Titul. | Min./m | % Tir | % 3pts | % LF | Rbds/m. | Pass/m. | Int/m. | Ctr/m. | Pts/m. |
| --------- | ------------ | ------ | ------ | ------ | ----- | ------ | ---- | ------- | ------- | ------ | ------ | ------ |
| 2019-2020 | Golden State | 13     | 6      | 20,9   | 46,0  | 34,8   | 60,0 | 4,00    | 2,00    | 1,00   | 0,38   | 5,31   |
| 2020-2021 | Golden State | 53     | 16     | 20,9   | 57,9  | 40,2   | 71,0 | 4,42    | 2,83    | 0,77   | 0,49   | 5,70   |
| 2021-2022 | Golden State | 73     | 6      | 13,6   | 48,9  | 32,2   | 57,1 | 2,40    | 1,70    | 0,70   | 0,20   | 4,10   |
| Total     |              | 139    | 28     | 17,1   | 52,3  | 36,1   | 61,3 | 3,30    | 2,20    | 0,70   | 0,30   | 4,80   |

Mise à jour le 21 juin 2022

#### Playoffs NBA
| Saison | Équipe       | Matchs | Titul. | Min./m | % Tir | % 3pts | % LF | Rbds/m. | Pass/m. | Int/m. | Ctr/m. | Pts/m. |
| ------ | ------------ | ------ | ------ | ------ | ----- | ------ | ---- | ------- | ------- | ------ | ------ | ------ |
| 2022   | Golden State | 14     | 0      | 3,5    | 40,0  | 40,0   | 33,3 | 0,70    | 0,60    | 0,10   | 0,10   | 0,80   |
| Total  |              | 14     | 0      | 3,5    | 40,0  | 40,0   | 33,3 | 0,70    | 0,60    | 0,10   | 0,10   | 0,80   |

#### Saison régulière G-League
| Saison    | Équipe     | Matchs | Titul. | Min./m | % Tir | % 3pts | % LF | Rbds/m. | Pass/m. | Int/m. | Ctr/m. | Pts/m. |
| --------- | ---------- | ------ | ------ | ------ | ----- | ------ | ---- | ------- | ------- | ------ | ------ | ------ |
| 2018-2019 | Santa Cruz | 43     | 16     | 24,4   | 43,6  | 34,9   | 59,0 | 6,98    | 2,23    | 1,26   | 0,91   | 7,16   |
| 2019-2020 | Santa Cruz | 31     | 12     | 29,0   | 49,5  | 27,7   | 69,8 | 9,23    | 2,61    | 1,32   | 0,48   | 12,55  |
| Total     |            | 74     | 28     | 26,3   | 46,7  | 29,9   | 62,7 | 7,92    | 2,39    | 1,28   | 0,73   | 9,42   |

Mise à jour le 12 mars 2020